# ملكة جمال الولايات المتحدة الأمريكية 1965
ملكة جمال الولايات المتحدة الأمريكية 1965 (بالإنجليزية: Miss USA 1965)‏ هي النسخة الرابعة عشرة من مسابقة ملكة جمال الولايات المتحدة الأمريكية منذ انطلاقتها عام 1952، أقيمت المسابقة في 04 يونيو 1965 في ميامي بيتش، فلوريدا، تعتبر هذه أول مسابقة ملكة جمال الولايات المتحدة يتم بثها على الهواء مباشرة (على شبكة سي بي إس) ، والأول إنتاج مستقل ، أقيم قبل عدة أسابيع من مسابقة ملكة جمال الكون ومسابقة مستقلة عنها.

## النتائج

### المراكز النهائية
| النتائج النهائية                          | المتنافسة |
| ----------------------------------------- | --- |
| ملكة جمال الولايات المتحدة الأمريكية 1965 | - أوهايو - سو داوني |
| الوصيفة الأولى                            | - أريزونا - جين نيلسون |
| الوصيفة الثانية                           | - نيو مكسيكو - جوديث بالدوين |
| الوصيفة الثالثة                           | - كنتاكي - جولي أندروس |
| الوصيفة الرابعة                           | - مقاطعة كولومبيا - ديان باركنسون |
| أفضل 15                                   | - ألاباما - لي سانفورد - كاليفورنيا - كاثرين هاج - هاواي - إيليث أغيار - ميشيغان - سوزان بيل - نيفادا - دينيس تيرنر - نيويورك - جلوريا جون - أوكلاهوما - شيريل سيمراد - كارولاينا الجنوبية - فيكي هاريسون - تكساس - فيليس جونسون - يوتا - جانيس سادلر |

## المتسابقات
قائمة الولايات والمندوبات المشاركات في مسابقة ملكة جمال الولايات المتحدة الأمريكية 1965:
| - ألاباما - لي سانفورد - ألاسكا - كارلا سوليفان - أريزونا - جين نيلسون - أركنساس - جيري هاييني - كاليفورنيا - كاثرين حاج - كولورادو - كاثي ماكفرسون - كونيتيكت - إليزابيث ماتسوكو - ديلاوير - شيرل تشابل - مقاطعة كولومبيا - ديانا لين باتس - فلوريدا - كارول كيلي - جورجيا - جودي سيمبسون - هاواي - إليثي أغيار - إلينوي - ديان جورتز - إنديانا - لورا ستار - آيوا - ماري هاردي - كانساس - ليندا بيرجستين - كنتاكي - جولي أندروس - لويزيانا - تيري سومرز - مين - جورجيا ويلسون - ماريلند - باربرا كيفر - ماساتشوستس - ماري لو فولبي - ميشيغان - سوزان بيل - مينيسوتا - إليزابيث كارول - مسيسيبي - مادلين سكاربرو | - ميزوري - باربرا بروكس - مونتانا - باتريشيا برادفورد - نبراسكا - كونستانس كيلوج - نيفادا - دينيس تيرنر - نيوهامبشير - جودي موريسون - نيوجيرسي - كاي فرانزين - نيومكسيكو - جودي بالدوين - نيويورك - غلوريا جون - كارولاينا الشمالية - ساندرا فارمر - داكوتا الشمالية - باتريشيا دودج - أوهايو - سو داوني - أوكلاهوما - شيريل سيمراد - أوريغون - ليزلي بروشنر - بنسيلفانيا - بيفرلي رودولف - رود آيلاند - بولا فارو - كارولاينا الجنوبية - فيكي هاريسون - تينيسي - بوني بيركنز - تكساس - فيليس جونسون - يوتا - جانيس سادلر - فيرمونت - أندريا كينيون - فيرجينيا - ماري مونتغمري - ويسكونسن - جوديث أشتور - وايومنغ - ليندا بيك |

## روابط خارجية
- موقع ملكة جمال الولايات المتحدة الأمريكية الرسمي